# Йоганн Бенедикт Лістинг
Йоганн Бенедикт Лістинг (нім. Johann Benedict Listing; 25 липня 1808 , Франкфурт-на-Майні, Рейнський союз — 24 грудня 1882, Геттінген, Прусія, Німецька імперія) — відомий німецький математик та фізик, який був членом Геттінгенської академії наук та Единбурзького королівського товариства.

## Біографія та наукова діяльність
Лістинг народився в сім'ї бідного ремісника чеського походження, який займався виготовленням щіток. Малий Йоганн з дитинства проявляв неабиякі здібності у науці та малюванні. Завдячуючи спонсорам він успішно закінчив школу і починаючи з тринадцятирічного віку розпочав підтримувати батьків матеріально.
У 1825 році Йоганн Лістинг розпочав навчатися у  гімназії, де протягом 5 років вивчав математику та мови. Закінчивши гімназію у 1830 році Лістинг продовжує здобувати освіту в Геттінгенському університеті. Спочатку його жага до знань була настільки великою, що він відвідував лекції майже з усіх предметів, але потім зосередив свою увагу на математиці. Значний  вплив на Лістинга здійснив його викладач Карл Фрідріх Гаус, який розгледів талановитого студента, допомагав опановувати Лістингу не лише знання з математики, а й займався із ним фізичними дослідженнями, звертаючи особливу увагу на електромагнетизм. Вважається, що у свого наставника Гауса Лістинг перейняв початкові ідеї топології.
Йоган Лістинг захистив докторську дисертацію у 1834 році. Термін «топологія», який придумав Лістинг, він уперше озвучив у листі до свого шкільного вчителя Мюллера у 1836 році.
У 1837 Лістинг почав працювати викладачем у Ганноверському вищому ремісничому училищі.
В 1839 році Йоганн Лістинг повернувся до Геттінгенського університету, де очолив кафедру фізики, замінивши Вільгельма Едуарда Вебера, якого було звільнено за участь у політичних протестах.
Поєднуючи викладацьку діяльність з практичними дослідженями у галузі науки, він опублікував класичну працю «Психологічна оптика» у 1845 році, яку також самостійно ілюстрував.
У 1846 році Йоганн Лістинг одружився і одразу вліз у величезні борги, тому що його дружина Пауліна не здатна була правильно вести домашнє господарство, витрачала набагато більше ніж вони отримували доходів, жорстоко ставилась до домашньої прислуги,часто била служниць. Внаслідок невідповідності витрат з доходами, сім'я Лістингів часто перебувала на межі банкрутства. У їхньому шлюбі народилися дві доньки.

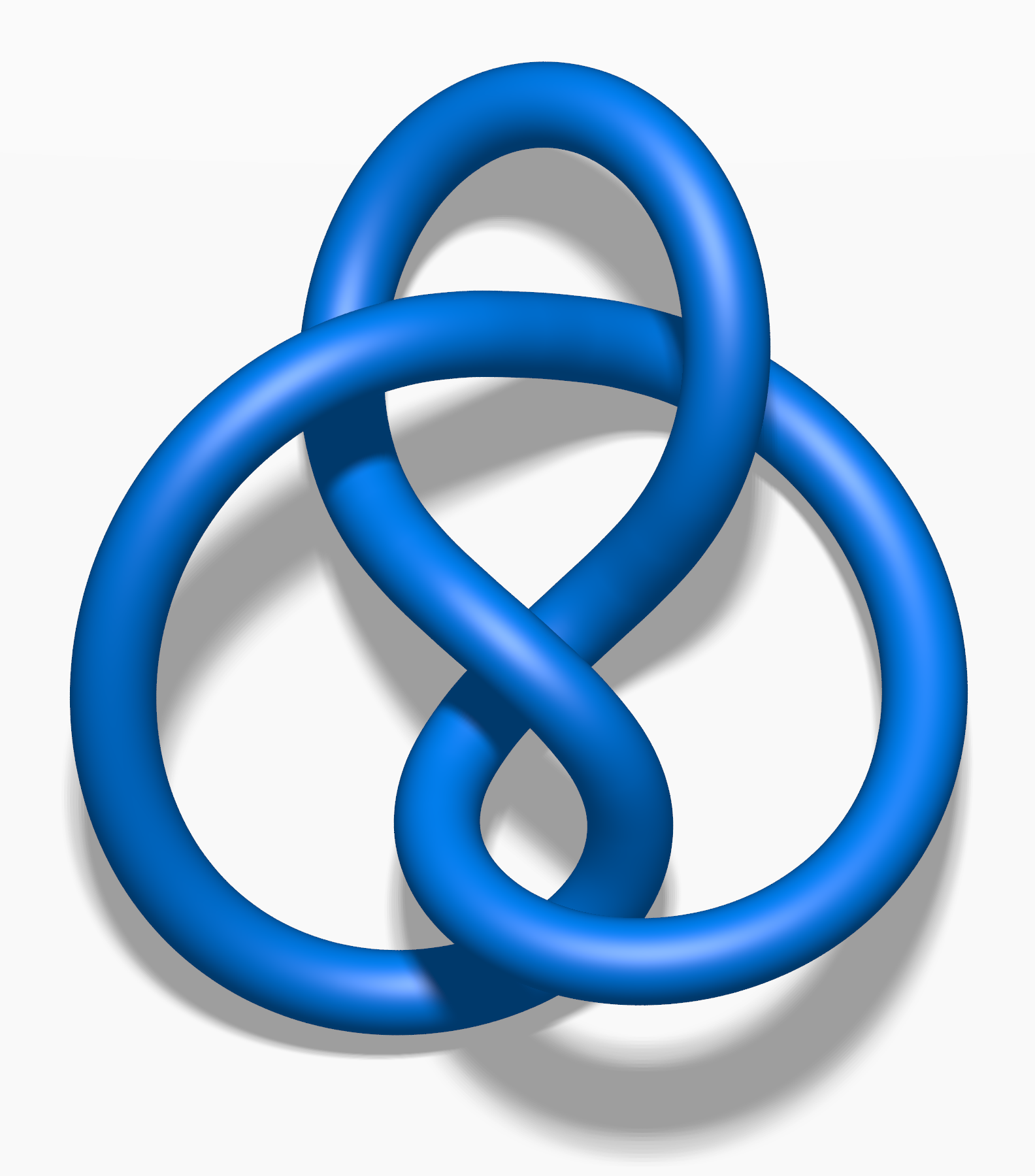
«Вузол Лістинга»

У 1847 році  Йоганн Лістинг опублікував свою  основну працю з топології. У ній зокрема  говориться:
Під топологією розуміємо вчення про модальні відношення просторових образів, або про закони пов'язаності, взаємного положення та слідування точок, ліній, поверхонь, тіл та їх частин або їх сукупність у просторі, незалежно від відношення вимірів та величин
Тут модальними називаються геометричні властивості, що зберігаються при безперервних перетвореннях. У наш час вони мають назву топологічних.
У 1848 році, після німецької революції кафедру фізики знову очолив  Вільгельм Едуард Вебер, а Лістинг став професором математичної фізики.
У 1858 році, Лістинг незалежно від Августа Мебіуса відкрив властивості стрічки Мебіуса .
Лістинг активно займався дослідженнями у різних сферах, крім геометрії та топології, досягнув успіхів також у астрономії, метеорології, спектроскопії, електромагнетизмі та оптиці.
У геодезію він увів поняття «геоїд». З під його пера вийшли такі поширені терміни як «мікрон» та «вузлова точка»
Йоганн Бенедикт Лістинг помер від серцевого нападу у віці 74 років.

## Основні праці
- De superficiebus secundi ordinis: dissertatio inauguralis. Univ., Diss., Göttingen 1834.
- Kleine hygrometrische Tafeln für die Beobachter des Psychrometers. Vandenhoeck & Ruprecht, Göttingen 1844.
- Ueber unsere jetzige Kenntniss der Gestalt und Grösse der Erde. Göttingen 1872
- Beitrag zur physiologischen Optik. Herausgegeben von Otto Schwarz. Ostwalds Klassiker Nr. 147, Leipzig 1905, Archive